# Coudert Brothers
Coudert Brothers LLP (ou Coudert Brothers) était un cabinet d'avocats basé à New York à forte dimension internationale.

Il a exercé de 1853 à sa dissolution en 2006.

## Histoire
Ce cabinet a été fondé en 1853 à New York par trois fils de Charles Coudert, né en France et arrivé aux États-Unis en 1823 : Frederic René Coudert (1832-1903), Charles Coudert junior et Louis Léonce Coudert, spécialiste de droit international.
Il a notamment représenté :
- des investisseurs privés voulant à acquérir les droits de construction du canal de Panama ;
- des constructeurs automobiles et pneumatiques français ouvrant des usines aux États-Unis ;
- les gouvernements de la Russie, de la France et de la Grande-Bretagne dans la perspective de la Première Guerre mondiale ;
- Ford Motor Company et un groupe de constructeurs automobiles étrangers dans l'appel réussi de l'affaire du brevet Selden, mettant fin à la tentative de monopolisation de l'industrie automobile.

Il a prospéré durant trois générations de contrôle par la famille Coudert, jusqu'à disposer de 28 bureaux dans le monde, dont à Paris, Londres, Moscou, Sydney, Tokyo, Los Angeles et Shanghai.
Les avocats associés ou partenaires de Coudert ont traité avec de grands financiers, des présidents et des ambassadeurs à propos d'affaires de propriété d'entreprise dans le monde entier, ou comme facilitateurs confidentiels d'achat d'armes alliées lors de la Première Guerre mondiale ou encore parmi les partisans interventionnistes pendant la Seconde Guerre mondiale.
En 1986, Coudert Brothers a embauché Gordon Spivack, un ancien professeur de la faculté de droit de Yale, qui a supervisé une affaire antitrust de plusieurs millions de dollars du cabinet d'avocats Lord Day Lord. Spivack a apporté avec lui 17 avocats chez Coudert Brothers, et de gros clients tels que la société Coca-Cola.

## Dissolution
Bien que le magazine American Lawyer l'ait classé en 2004 « parmi les 100 cabinets les plus rentables aux États-Unis », il a été dissous en 2005 après avoir échoué à conclure un accord de fusion avec le cabinet Baker McKenzie.
En 2004 les bénéfices de Coudert Brothers ont chuté à 410 000 $ par associé, performance parmi les plus basses parmi les grands cabinets d'avocats. Le cabinet a subi un coup dur quand Orrick, Herrington & Sutcliffe a recruté 11 associés dans ses bureaux de Londres et de Moscou, mettant ainsi fin à sa présence là-bas, d'autant qu'Orrick a aussi acquis les précieux bureaux de Coudert en Chine.
La majeure partie du bureau de New York a rejoint Baker & McKenzie, élargissant considérablement ses opérations à New York. À Paris, le bureau s'est séparé à la fois d'Orrick et du cabinet Dechert basé à Philadelphie.

À Bruxelles, Anvers, Singapour et Tokyo, DLA Piper et Mayer Brown ont accueilli de nouveaux avocats de Coudert.

De plus, certains des avocats d'Almaty et de Saint-Pétersbourg ont jeté les bases de nouveaux bureaux pour Chadbourne Parke dans ces régions. Le bureau de Bangkok est passé à Hunton Williams.
Des départements spécialisés ont créé leur propre cabinet d'avocats, comme le Middle East Practice Group à Francfort qui a créé MIDEAST LAW / Rechtsanwälte.

### Causes du déclin de Coudert Brothers
La concurrence d'autres cabinets d'avocats multinationaux en plein essor et compétitifs dans les années 1990 et 2000 semble avoir eu raison du cabinet (ex. : Clifford Chance, White & Case et Baker & McKenzie) dont de nombreux bureaux étaient redondants (ex. : trois bureaux dans la région de la baie de San Francisco) ou trop coûteux, improductifs et raisonnable dans leurs facturations (par rapport à leurs concurrents). L'approche généraliste de Coudert Brothers rivalisait mal avec les pratiques plus spécialisées de ses concurrents.

### Faillite
Le 22 septembre 2006, Coudert Brothers s'est déclaré en banqueroute.
Ceci a déclenché une rafale de litiges, incluant des allégations de faute professionnelle, et des affirmations que des avocats étrangers auraient séquestré de l'argent ferme de créanciers.
Un débat a également eu lieu sur certains paiements effectués aux associés au cours des derniers mois d'exploitation de l'entreprise, pouvant constituer des transferts frauduleux En 2016, le litige concernant l'acquisition par Orrick des bureaux chinois de Coudert était toujours en cours, ce qui a conduit un juge à surnommer Coudert « le cabinet d'avocats le plus ancien du monde occidental ».

## Derniers mandats notables (période 2000/2006)
- 2005 : représentation d'investisseurs internationaux lors de la vente d'une participation de 93,5 % dans le Grand Hotel Europe à Saint-Pétersbourg, en Russie, par Orient Express Hotels Ltd. qui devait investir 125 millions de dollars pour rénover l'hôtel au cours des trois prochaines années. La dette pour financer la transaction a été fournie par la Société financière internationale.
- 2004 : conseil de la société sud-coréenne CJ Entertainment en tant qu'actionnaire vendeur lors de l'introduction en bourse de DreamWorks Animation de 933,8 millions de dollars à la bourse de New York. CJ Entertainment a conservé une participation de 5 % dans DreamWorks. Goldman Sachs & Co et JP Morgan Securities Inc ont agi en tant que preneurs fermes.
- 2004 : Conseiller juridique, par l'intermédiaire de sa succursale de Sydney, de Castle Harlan Australian Mezzanine Partners (maintenant CHAMP Private Equity House) dans sa vente par le biais d'un rachat secondaire de 110 millions de dollars australiens pour Penrice Soda Products.
- 2004 : Conseil de Merck lors de la vente de sa division VWR International à Clayton Dubilier Rice pour 1,68 milliard de dollars.
- 2003 : Conseil de HSBC et BNP Paribas en tant que souscripteurs dans le cadre de l'introduction en bourse de 668 millions de dollars HK de Lianhua Supermarket Holding Co. à la bourse de Hong Kong.
- 2002 : Par l'intermédiaire de son bureau de Moscou, la société a représenté le Russian Federal Property Fund en tant qu'actionnaire vendeur dans la vente de 750 millions de dollars d'actions de Lukoil.

## Avocats notables
- Gary Hart
- Stephen Schulhofer (né en 1942), professeur de droit à la faculté de droit de l'université de Pennsylvanie et à la faculté de droit de la New York University School of Law
- Alain Gauvin